# U-Bahnhof Bundestag

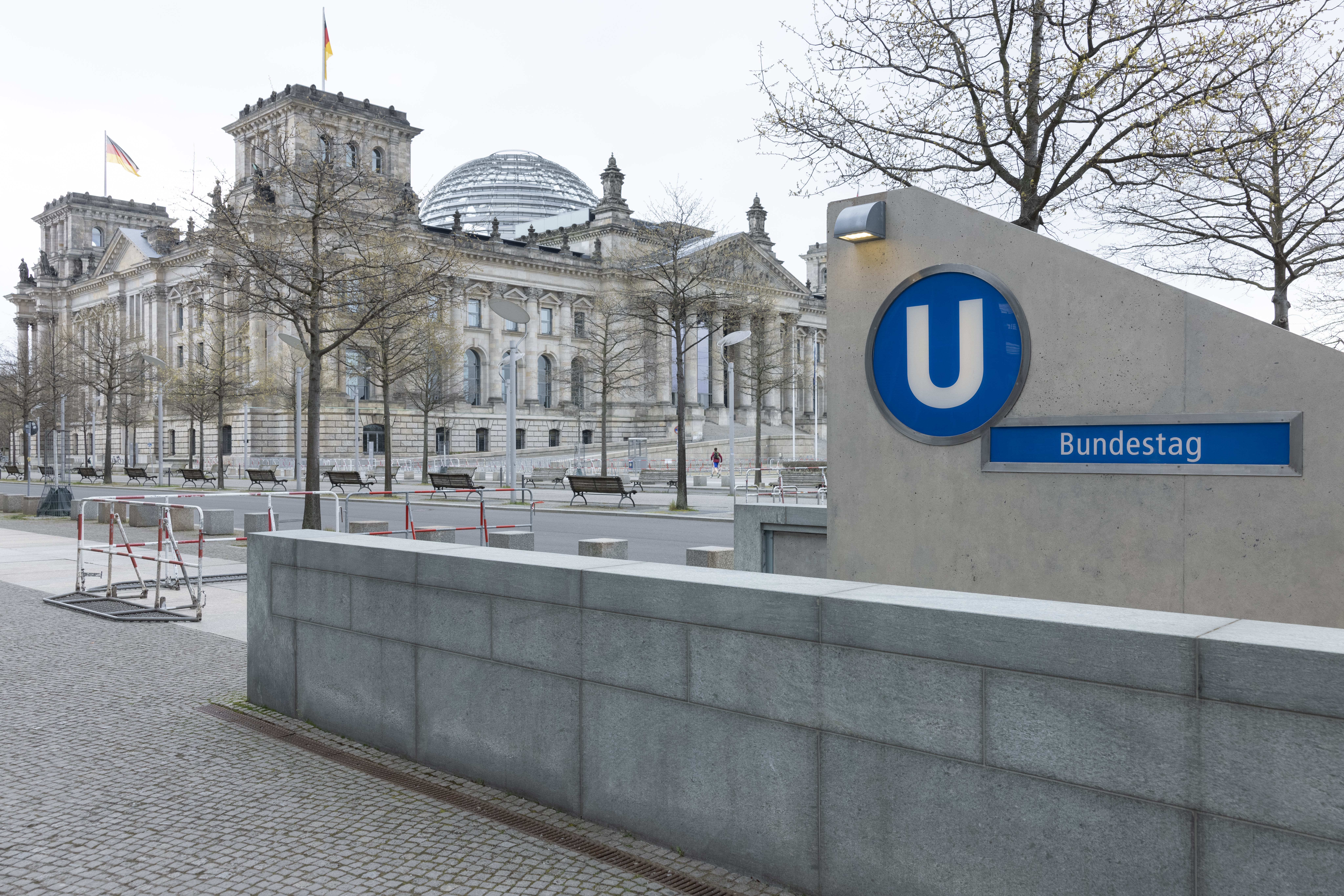
Eingang zum U-Bahnhof, im Hintergrund das Reichstagsgebäude (2021)

Der U-Bahnhof Bundestag ist eine Station der  U-Bahn-Linie U5 der Berliner U-Bahn, die am 8. August 2009 eröffnet wurde. Sie befindet sich im Berliner Regierungsviertel im Ortsteil Tiergarten des Bezirks Mitte, unmittelbar vor dem Paul-Löbe-Haus. Die Zugänge des Bahnhofs befinden sich an der Otto-von-Bismarck-Allee sowie an der Paul-Löbe-Allee.
Die unterirdische Halle umfasst 3000 Quadratmeter und ist acht Meter hoch. Diese Halle wird von asymmetrisch angeordneten Säulen unterteilt. Im gesamten Bahnhofsbereich wurde nur polierter Sichtbeton verwendet. Es gibt weder Verkleidungen der Wände noch sonstige Ausschmückungen. Der Bahnhof wird teilweise mit Tageslicht belichtet, das durch verglaste Öffnungen in der Decke hineinfällt. Er besitzt neben Treppen auch einen Aufzug zum Verlassen des Mittelbahnsteigs und gilt damit als barrierefrei.
Der Abstand zum U-Bahnhof Brandenburger Tor beträgt etwa 680 Meter, zum U-Bahnhof Hauptbahnhof etwa 610 Meter.

## Geschichte

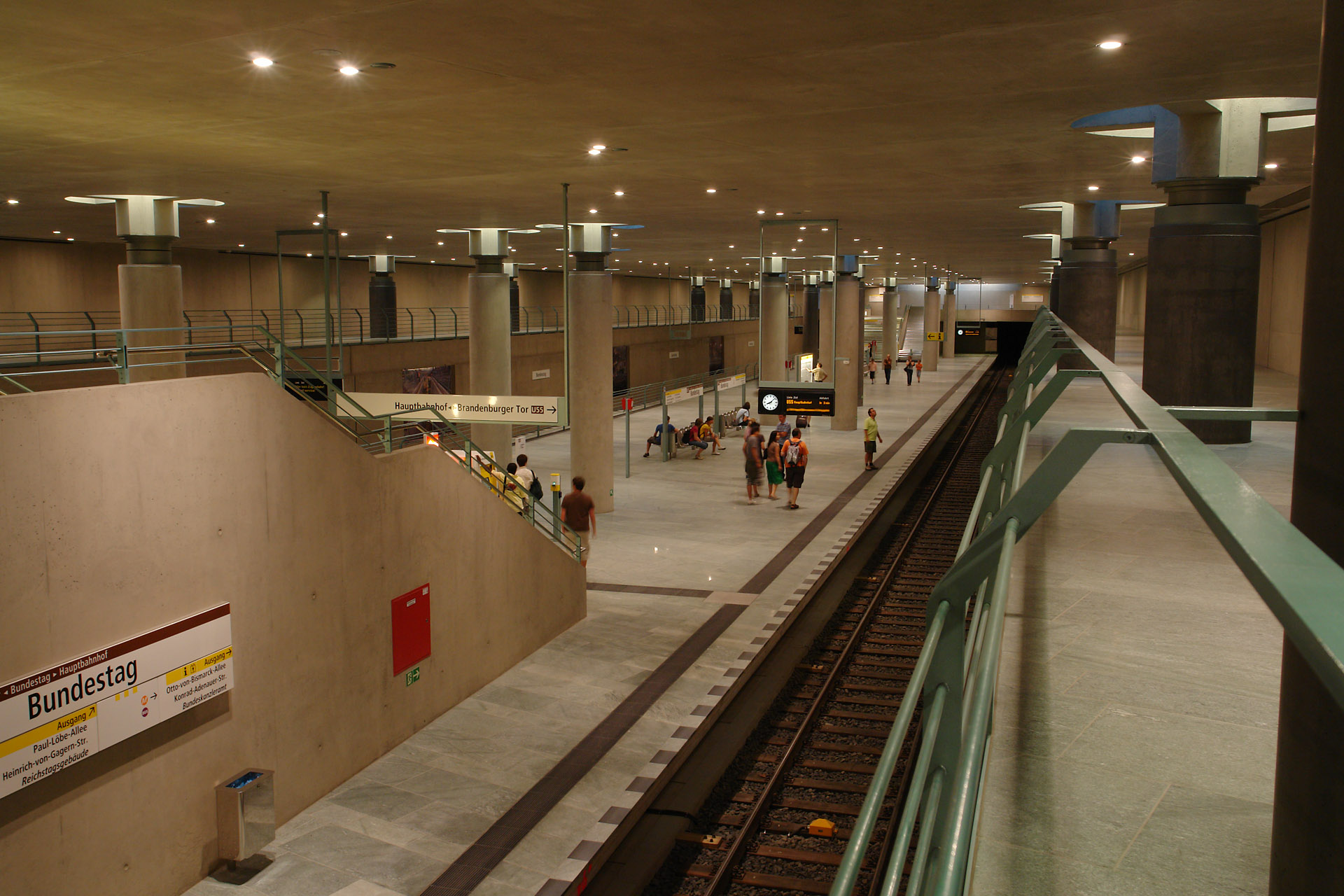
Bahnsteig (2009)

### Bau
Bereits ab 1994 wurde der Bahnhof im Rohbau zusammen mit dem Bau der Tiergartentunnel als Vorleistung für eine spätere U-Bahn-Linie erstellt. Der Rohbau des damals noch als U-Bahnhof Reichstag geplanten Bahnhofs wurde vom Architekten Axel Schultes entworfen, dem Architekten des Bundeskanzleramts.
Aufgrund des akuten Finanzmangels des Landes Berlin wurde ein Baustopp für die Strecke Hauptbahnhof – Brandenburger Tor verhängt, als der Bund allerdings das schon von ihm für diese Strecke bezahlte Geld zurückforderte, wurde der Bau wiederaufgenommen. Die Eröffnung der damaligen Linie U55 musste nach Problemen mit dem sandigen Untergrund beim Bau des U-Bahnhofs Brandenburger Tor auf 2009 verschoben werden, die U-Bahnhöfe Bundestag und Hauptbahnhof waren bereits fertiggestellt.
Direkt über dem Bahnhof, zwischen Bundeskanzleramt und Paul-Löbe-Haus gelegen, war ursprünglich die Errichtung eines Bürgerforums als Bestandteil des Bandes des Bundes geplant. Die seitlichen Galerien des Bahnhofs sollten einen direkten Zugang zu diesem Bürgerforum ermöglichen, bleiben nun jedoch weitgehend ungenutzt.

### Zwischennutzung

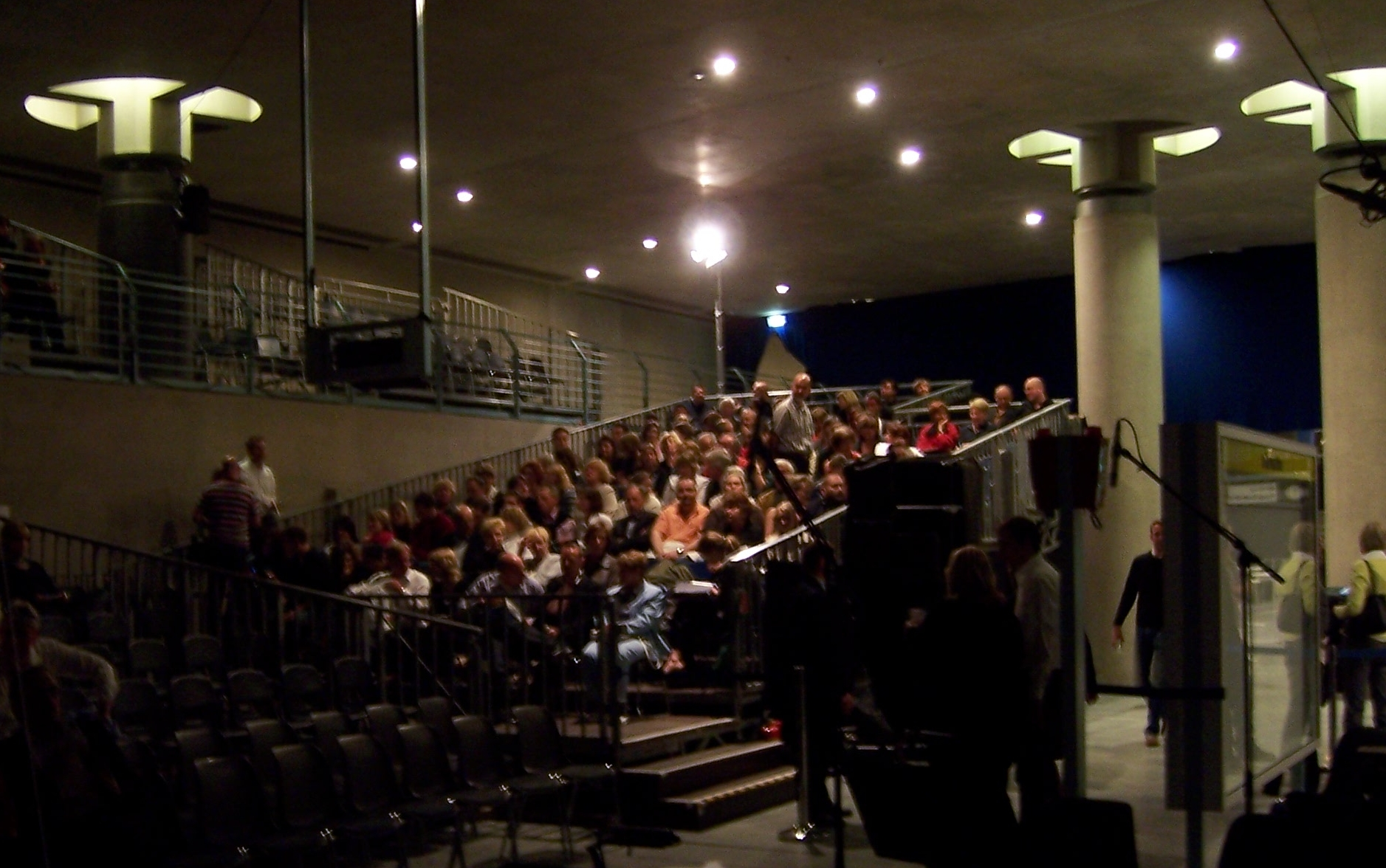
Aufführung im Bahnhof (2008)

Während des Baustopps fungierte der im Rohbau fertiggestellte Bahnhof Bundestag als Veranstaltungs- und Filmdrehort. Beispielsweise fanden dort die Uraufführung eines Stückes der Neuköllner Oper über Angela Merkel namens Angela. Eine Nationaloper (2002), im darauffolgenden Jahr ein prominent besuchter Mini-Gig von Robbie Williams im Rahmen der Premierenfeier des US-Animationsfilms Findet Nemo (2003) und 2004 – ebenso prominent besetzt – das erste deutsche Gokart-Rennen unter Tage auf einer Strecke von 640 Metern statt.
Als Filmkulisse diente der Bahnhof der Horror-Filmproduktion Resident Evil (2002) sowie den Science-Fiction-Filmen Equilibrium (2002) und Æon Flux (2005).
Im April und Mai 2008 diente der fertiggestellte Bahnhof als Aufführungsort einer Inszenierung von Mozarts Zauberflöte unter der Regie von Christoph Hagel. Vom 15. Oktober bis 16. November 2008 wurde dort die Ausstellung „Weltmaschine“ über den Teilchenbeschleuniger Large Hadron Collider (LHC) im Zusammenhang mit der Rolle Deutschlands an dem Projekt gezeigt.

### Eröffnung
Nachdem der Nachbarbahnhof Brandenburger Tor Mitte 2009 fertiggestellt worden war, konnte die BVG den Drei-Stationen-Betrieb zwischen Hauptbahnhof und Brandenburger Tor am 8. August 2009 – kurz vor den Leichtathletik-Weltmeisterschaften 2009 – als U55 aufnehmen. Bei der Eröffnung verfügte der Bahnhof nur über ein nutzbares Gleis, das zweite wurde erst mit der Verlängerung der Linie U5 vom Alexanderplatz zum Brandenburger Tor am 4. Dezember 2020 in Betrieb genommen.

### Name
Der Bahnhof trug in den Planungs- und Bauphase verschiedene Namen. Lange wurde er in Plänen mit dem Namen Platz der Republik geführt. Mit Baubeginn hieß er Reichstag, auch in Publikationen wurde dieser Name bis 2006 benutzt. 2006 bat der Ältestenrat des Bundestages jedoch darum, den Bahnhof Bundestag oder Deutscher Bundestag zu nennen. Als Argument wurde angeführt, dass das deutsche Parlament Bundestag heiße und nicht mehr Reichstag und dass der Name der Lage besser gerecht würde, da sich der unterirdische Bahnsteig nicht vor dem Reichstagsgebäude befindet, sondern vor dem Paul-Löbe-Haus des Bundestags.

## Anbindung
| Linie | Verlauf |
| ----- | --- |
|       | Hauptbahnhof – Bundestag – Brandenburger Tor – Unter den Linden – Museumsinsel – Rotes Rathaus – Alexanderplatz – Schillingstraße – Strausberger Platz – Weberwiese – Frankfurter Tor – Samariterstraße – Frankfurter Allee – Magdalenenstraße – Lichtenberg – Friedrichsfelde – Tierpark – Biesdorf-Süd – Elsterwerdaer Platz – Wuhletal – Kaulsdorf-Nord – Kienberg (Gärten der Welt) – Cottbusser Platz – Hellersdorf – Louis-Lewin-Straße – Hönow |